# Міст (фільм, 2022)
«Міст» (англ. Causeway) — психологічна драма режисера Ліли Нойгебауер за сценарієм Елізабет Сандерс. У головних ролях — Дженніфер Лоуренс і Брайан Тайрі Генрі.
Світова прем'єра фільму відбулася на Міжнародному кінофестивалі у Торонто 10 вересня 2022 року. Вихід в обмежений прокат відбувся 28 жовтня 2022 року. 4 листопада 2022 року фільм вийшов на Apple TV+.

## Синопсис
Під час бойових дій в Афганістані інженер Лінсі зазнала черепно-мозкової травми. Моторика порушена і Ліндсей у шпиталі повільно повертається до нормального життя: вчиться доглядати себе, писати, чистити зуби. Жінка приїжджає додому до Нью-Орлеана та проходить важку реабілітацію. Ліндсі не влаштовує цивільне існування, але лікар Лукас, що спостерігає, не дозволяє їй повернутися до військової служби.
Щоб заробити на життя жінка чистить басейни. Легковажна мати не знаходить з нею контакту і не цікавиться проблемами доньки. Брат, який страждає на наркозалежність, сидить у в'язниці. Ліндсі залишається одна в порожньому будинку. Проблеми зближують її з автомеханіком Джеймсом. Будучи нетверезим, Джеймс потрапив в аварію на мосту через озеро. В аварії загинув його племінник, постраждала сестра. Джеймс втратив ногу і потім пережив розлучення. Між двома дуже різними людьми зав'язується дружба і потім ближчі стосунки.

## В ролях
- Дженіфер Лоуренс — Лінсі
- Брайан Тайрі Генрі — Джеймс
- Лінда Емонд — Глорія, мати Ліндсі
- Стівен Хендерсон — доктор Лукас
- Рассел Гарвард — Джастін, брат Лінсі
- Фред Веллер — Рік
- Джейн Хоудшелл — Шерон.

## Виробництво та прем'єра

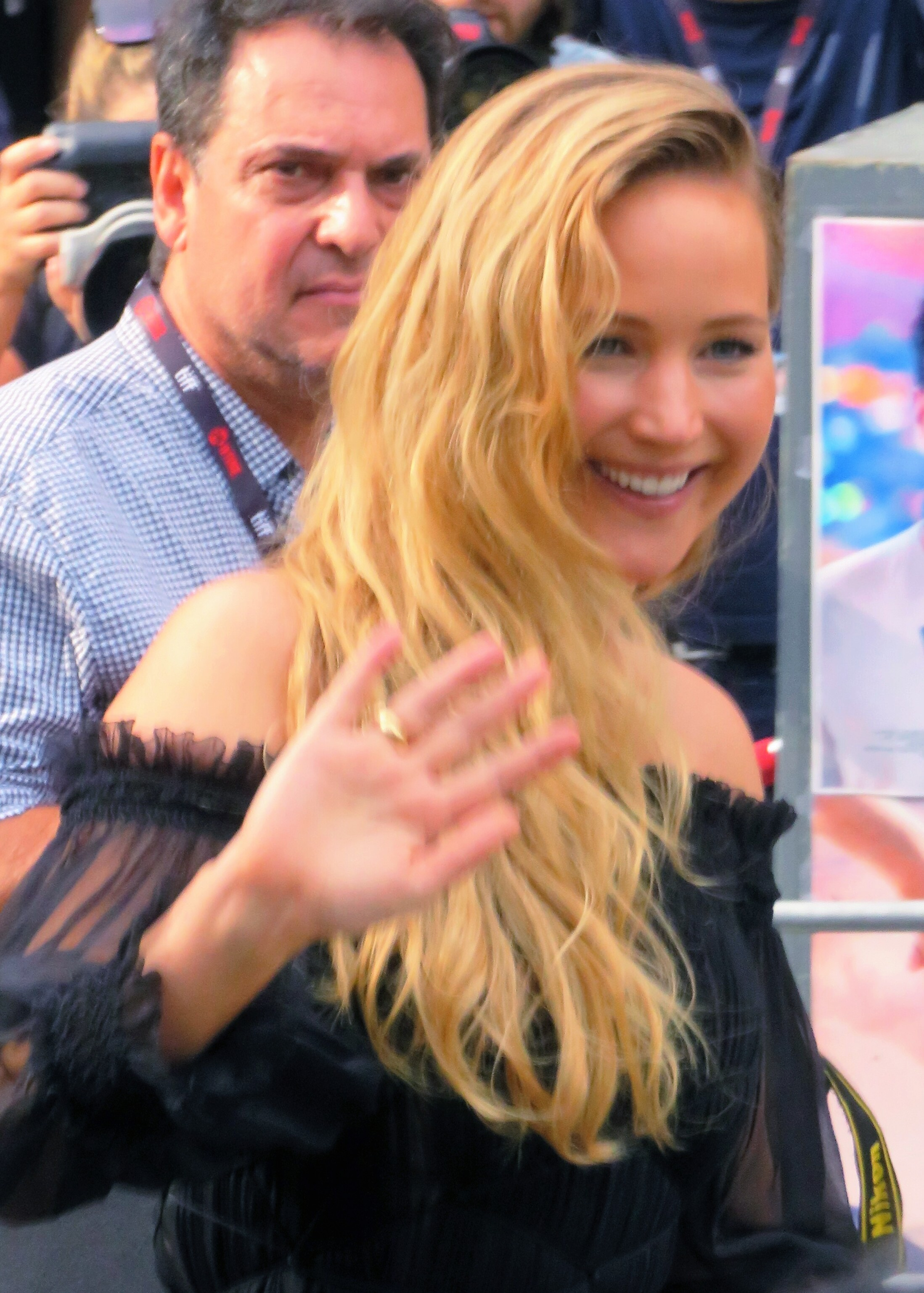
Дженіфер Лоуренс на прем'єрі картини в Торонто

Про початок роботи над проектом стало відомо у квітні 2019 року. Головні ролі мають виконати Дженніфер Лоуренс та Браян Тайрі Генрі, а режисерське крісло безіменного фільму зайняла Ліла Нойгебауер. Сценаристом фільму стала Елізабет Сандерс. Лоуренс, Жюстін Польські, Елі Буш та Скотт Рудін виступлять продюсерами фільму. У квітні 2021 року через звинувачення у жорстокому поводженні Скотт Рудін залишив пост продюсера.
Зйомки розпочалися 17 червня 2019 року в Новому Орлеані, але були припинені. Зйомки фільму відновилися в червні 2021.
Світова прем'єра фільму відбулася 10 вересня 2022 на Міжнародному кінофестивалі в Торонто.